# Malange
Malange ist eine französische Gemeinde im Département Jura in der Region Bourgogne-Franche-Comté. Sie gehört zum Arrondissement Dole und zum Kanton Authume. Der Ort hat 319 Einwohner (Stand 1. Januar 2022). Diese werden Malangeais bzw. Malangeaises genannt.

## Geographie
Die Gemeinde liegt rund 13 Kilometer nordöstlich von Dole. Die Nachbargemeinden sind Serre-les-Moulières im Norden, Sermange im Nordosten, Auxange im Osten, Lavans-lès-Dole im Südosten, Romange im Süden, Vriange im Westen sowie Brans und Offlanges im Nordwesten.

## Weblinks

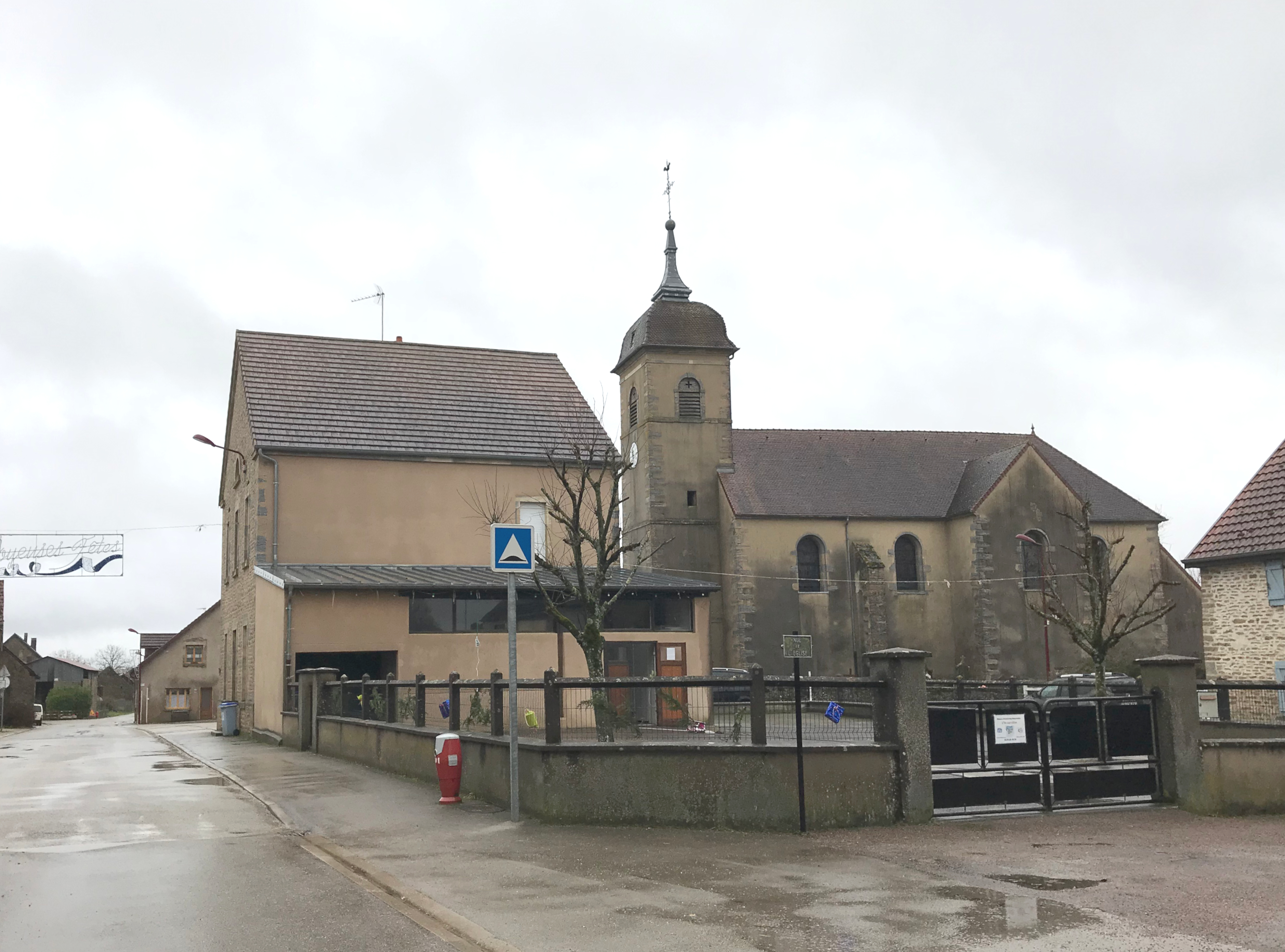
Kirche Saint-Michel

## Bevölkerungsentwicklung
| Jahr                       | 1962 | 1968 | 1975 | 1982 | 1990 | 1999 | 2006 | 2017 |
| -------------------------- | ---- | ---- | ---- | ---- | ---- | ---- | ---- | ---- |
| Einwohner                  | 137  | 143  | 213  | 213  | 199  | 241  | 261  | 321  |
| Quellen: Cassini und INSEE |      |      |      |      |      |      |      |      |